# Encephalartos gratus
Encephalartos gratus  (лат.) — вечнозелёное древовидное растение рода Энцефаляртос (Encephalartos).
Ствол 2,5 м высотой, 60 см диаметром. Листья длиной 120—200 см, тёмно-зелёные, сильно блестящие, хребет зелёный, немного изогнутый; черенок прямой, с 1-6 шипами. Листовые фрагменты ланцетные; средние — 18-26 см длиной, 20-35 мм в ширину. Пыльцевых шишек 15-20, они веретеновидные, коричневые, длиной 30-40 см, 4,5-10 см диаметром. Семенных шишек 2-5, они яйцевидные, коричневые, длиной 55-65 см, 15-20 см, диаметром. Семена продолговатые, длиной 30-40 мм, шириной 14-20 мм, саркотеста красная.
Вид распространён в Малави и Мозамбике. Встречается на высоте от 650 до 900 м над уровнем моря. Этот вид встречается на крутых склонах, в ущельях вблизи потоков. Растения растут в саванне, но не в гуще. Растения, кажется, адаптированы к периодическому циклу пожаров.
Этот вид находится под угрозой из-за разрушения среды обитания (высвобождение земель для чайных плантаций).